# Chi1 Orionis
Pour les articles homonymes, voir Chi Orionis.
Désignations
Chi1 Orionis (en abrégé χ1 Ori) est une étoile binaire de la constellation d'Orion. Elle est visible à l'oeil nu avec une magnitude apparente d'environ 4,4. Située à 28,3 années-lumière de la Terre, il s'agit d'une des étoiles les plus proches du système solaire.
Chi1 Orionis est une étoile binaire mise en évidence à la fois par spectroscopie, par astrométrie et par imagerie directe, avec une orbite dont la période est de 5 156 jours (14,12 ans) et d'une excentricité de 0,45. Les deux étoiles sont éloignées entre elles de 6,1 unités astronomiques en moyenne, mais en raison de l'excentricité relativement élevée du système, cette séparation varie entre 3,3 et 8,9 ua. La composante primaire, désignée Chi1 Orionis A, est une naine jaune de type spectral G0 V. C'est une variable de type RS Canum Venaticorum, dont la magnitude visuelle varie entre 4,38 et 4,41. Stępień et Geyer (1996) ont déterminé que la période de la variation est de 5,5 jours.
Chi1 Orionis A possède une masse qui est très proche de celle du Soleil. Son rayon vaut 98 % le rayon solaire, elle est 4 % plus lumineuse que le Soleil et sa température de surface est de 5 883 K. L'étoile secondaire, Chi1 Orionis B, ne fait que 15 % la masse du Soleil, et il s'agit donc probablement d'une naine rouge de type M4 ou M5. On pense qu'elle est toujours en train de se contracter vers la séquence principale.
Pour qu'une exoplanète puisse exister dans ce système, il faudrait qu'elle se trouve dans une zone stable où elle pourrait se maintenir sur son orbite sur une longue durée. Pour une hypothétique planète en orbite autour d'une seule étoile, ces zones de stabilité ont été calculées comme allant jusqu'à 1,01 ua au maximum pour l'étoile primaire et jusqu'à 0,41 ua pour l'étoile secondaire. Une planète qui serait en orbite autour des deux étoiles à la fois devrait être située au minimum à 18,4 ua du barycentre du système.
Chi1 Orionis est répertorié comme un membre candidat du groupe mouvant de la Grande Ourse, mais le jeune âge déterminé de l'étoile secondaire (de 70 à 130 millions d'années) est contradictoire avec l'âge généralement déterminé de 200 à 300 Ma pour le groupe mouvant.